# ブノワ・ド・マイエ

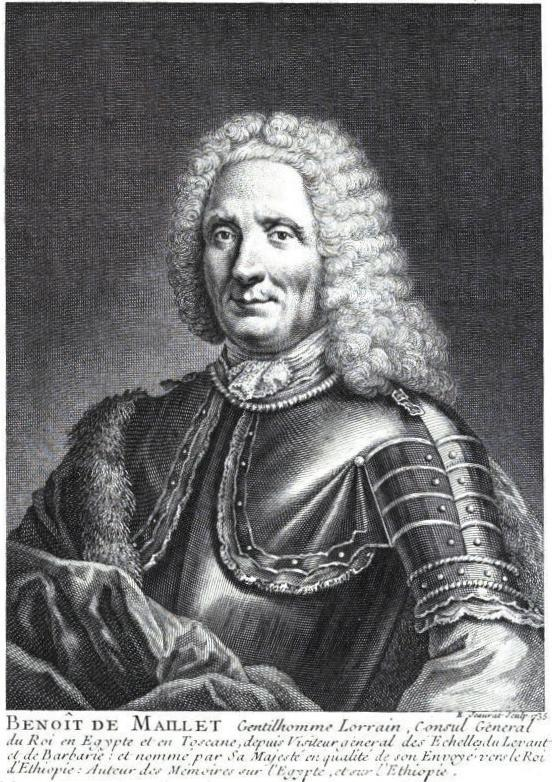
ブノワ・ド・マイエ

ブノワ・ド・マイエ（Benoît de Maillet、1656年4月12日 - 1738年1月30日）はフランスの外交官、歴史家、地質学者である。科学的な観点から地球の年齢に言及した著書、『テリアメド』(Telliamed)の著者である。

## 略歴
現在のムーズ県のサン＝ミエル(Saint-Mihiel)でロレーヌの貴族の家に生まれた。家庭教師に学び自然科学に興味を持った。1692年から1708年までフランスの外交官としてカイロで関税交渉などに当たり、1712年から1717年の間はイタリアのリヴォルノに駐在し、1715年からレバント地方に駐在し、1720年に引退した。フランスとレバント地方などの首長との外交の責任者を務めた。引退後はマルセイユに住んだ。
『テリアメド』または『インドの哲学者とフランス宣教師との対話』("Entretiens d'un philosophe indien avec un missionnaire français")はド・マイエによって1722年から1732年の間に原稿が書かれ、没後の1748年に、修道院長ジャン＝バティスト・ル・マスクリエによって、宗教的な配慮により修正が加えられ出版された。インドの哲学者テリアメド（ド・マイエの名前を逆に読んだものである）とフランス人宣教師との架空の会話という形式をとって、地球の歴史に関する説を述べたものである。当時の科学者たちを悩ませていた高い山の山頂にも魚や貝の化石が見つかる事を説明するために、太古、地球は4000mの深さの水に覆われていたと主張し、デカルトの太陽系の理論（Principia Philosophiae）と組み合わせ、地球はその周囲の渦によって徐々に水を失ったと主張し、古代の港の水位変化からその速さを100年間で7.6cmと見積もり、水が無くなるのに50万年を要すと計算し、地球の年齢を24億年と主張した。この説は生物について、海生生物から変化したことを主張することになり、植物は海草から、飛ぶ魚から鳥がうまれ、人間も魚から変化したことを主張することになり、ある意味で進化論の先駆けと解釈することも可能であった。この内容はヴォルテールらの当時の学者たちによってもまったく海の痕跡のない場所のあることなどから批判された。
歴史学、考古学の分野でも、アラビア語を学び、ピラミッドを訪れ、フランスにミイラを送った。『千夜一夜物語』の写本を入手したことでも知られる。

## 著作
- Description de l'Égypte, 1735
- Telliamed ou entretiens d’un philosophe indien avec un missionnaire françois, sur la diminution de la Mer, la formation de la Terre, l’origine de l’Homme, etc. 初版 Amsterdam, 2巻 1748, 3. Auflage den Haag, Paris 1755 (評伝付)